# Final de la Primera B 2011 (Colombia)
La final de la Primera B 2011 fue una serie de partidos de fútbol que se jugaron los días 30 de noviembre y 4 de diciembre de 2011 para definir al campeón de la temporada en la segunda división del fútbol profesional en Colombia.

## Antecedentes
El Súper Depor ya había sido campeón de la Primera B 1998 bajo la dirección técnica de Félix Valverde Quiñónes, tras lograrse ubicar en el primer lugar del cuadrangular final junto con: Deportivo Pereira, Real Cartagena e Itagüí Ditaires.
El Deportivo Pasto también obtuvo un subcampeonato en la Primera B 2010 tras ser superado por Itagüí Ditaires 3 a 2 en el marcador global. Esta fue la primera y única final hasta ahora para el conjunto de Patriotas, aunque logró ocupar el segundo lugar (bajo el nombre de Lanceros Boyacá), siendo superado por el Atlético Bucaramanga en 1995 y por Deportivo Unicosta en 1996-97.

## Desarrollo
La disputaron los ganadores de las finales del Torneo Apertura y el Torneo Finalización: Patriotas Fútbol Club y Deportivo Pasto respectivamente. El ganador fue Deportivo Pasto recuperando su lugar en la máxima categoría del fútbol colombiano y será el reemplazo del Deportivo Pereira en el Torneo Apertura 2012. Patriotas tendrá otra oportunidad de ascender a la A en la promoción frente a América de Cali los días 11 y 17 de diciembre, que se tuvieron que aplazar pues América debía jugar los octavos de final del Torneo Finalización 2011 contra Once Caldas. Ambos partidos fueron televisados por Telmex y Une.

## Camino a la final

### Patriotas

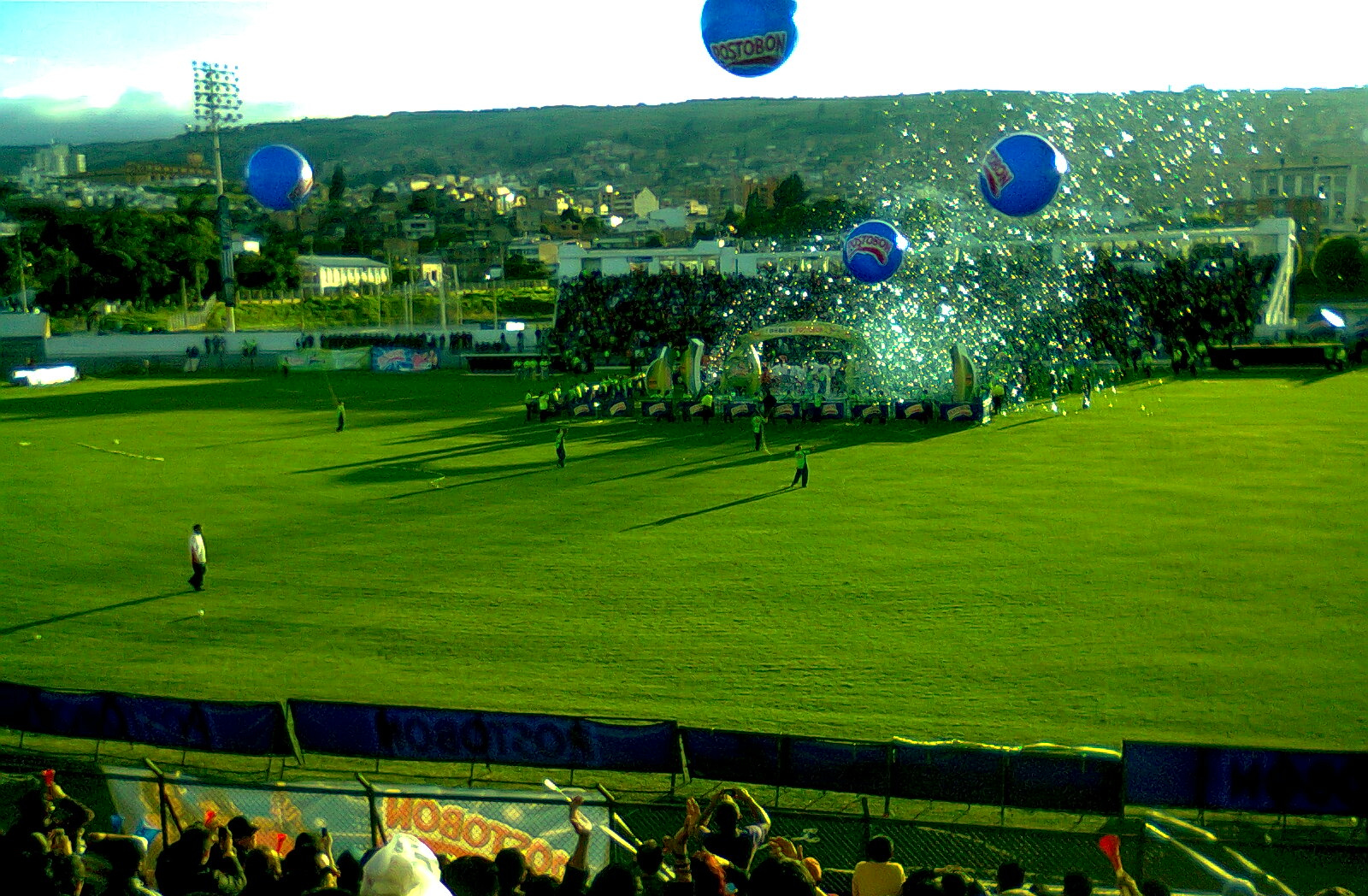
Estadio La Independencia sede del partido de ida

Patriotas quedó en la quinta posición con 29 puntos en la fase de todos contra todos bajo la dirección de Miguel Augusto Prince. En los cuartos de final del certamen, se enfrentó en dicha instancia a Academia de Bogotá. El partido de ida se jugó en el Estadio de La Independencia donde el conjunto boyacense perdería 1-0 contra los bogotanos pero en la vuelta jugada en el Estadio de Compensar el ganador sería Patriotas por un marcador de 2-0.
En semifinales se enfrentó al Valledupar. El primer partido se jugó en Valledupar donde Patriotas se llevó el triunfo con un 1-0, ya en Tunja los boyacenses ganaron con el mismo resultado y aseguarían su paso a la final del Torneo Apertura contra Cortuluá cuyo resultado en ambos enfrentamientos fue de un empate sin goles, pero Patriotas terminó ganándole a los tulueños por los penales 5-4.

### Deportivo Pasto

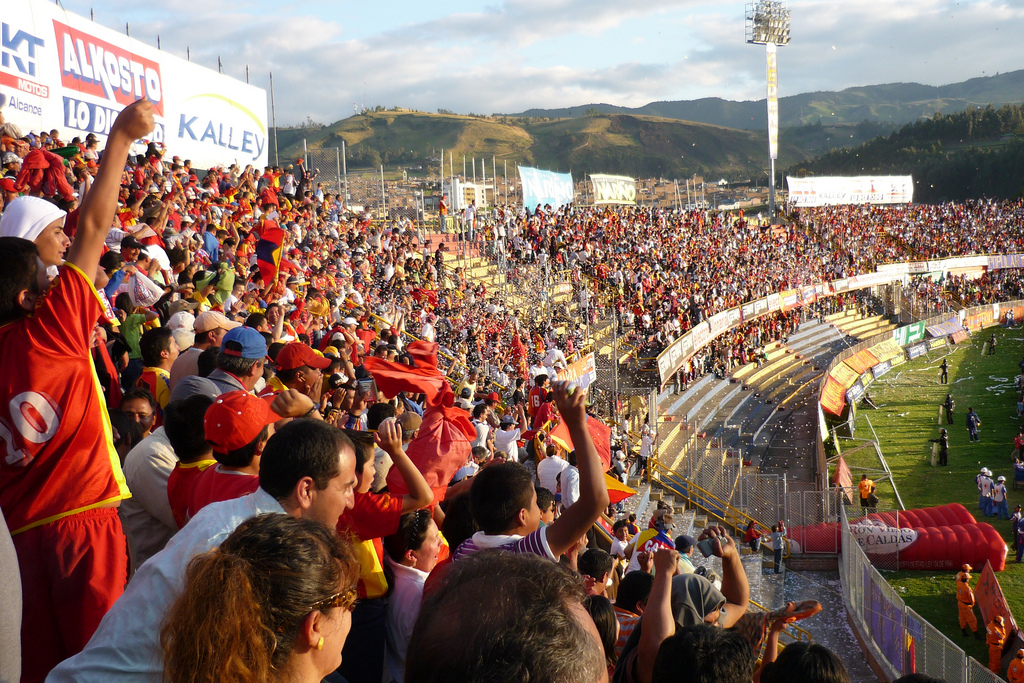
Estadio Departamental Libertad, sede del partido de vuelta

Deportivo Pasto finalizó primero con 34 puntos en la fase de todos contra todos bajo la dirección de Flabio Torres. En los cuartos de final del certamen, se enfrentó a Uniautónoma. El partido de ida se jugó en el Estadio Marcos Henríquez donde ambos equipos empataron 1-1 pero en la vuelta jugada en el Estadio Departamental Libertad, el ganador sería Pasto por un marcador de 4-0.
En semifinales se enfrentó al Expreso Rojo. El primer partido se jugó en Soacha donde empataron 1 a 1, y en Pasto golearon al Expreso 5 por 1, ganando el paso a la final del Torneo Finalización contra el Universitario de Popayán. En Popayán empataron 1-1 y luego Pasto ganó de local por la mínima diferencia, asegurando su tiquete a la gran final.

## Estadísticas previas
Total de partidos jugados en la Primera B 2011 por ambos equipos.
| Equipo          | Pts | PJ | G  | E  | P  | GF | GC | Dif |
| --------------- | --- | -- | -- | -- | -- | -- | -- | --- |
| Deportivo Pasto | 87  | 44 | 24 | 15 | 5  | 78 | 28 | 50  |
| Patriotas       | 58  | 42 | 15 | 13 | 14 | 47 | 46 | 1   |

- Leyenda: PTS=Puntos; PJ=Partidos jugados; G=Partidos ganados; E=Partidos empatados; P=Partidos perdidos; GF=Goles a favor; GC=Goles en contra; DIF=Diferencia de gol

## Partido de ida
Reporte oficial del partido
| 3     | POR   | Carlos Chávez Ospina   |     |
| 8     | DEF   | Heber Rentería Palma   |     |
| 15    | DEF   | Jonathan Mosquera      |     |
| 18    | DEF   | Luis Alfonso Rivas     |     |
| 5     | DEF   | Elkin Amador           |     |
| 12    | MED   | Javier Alexis González |     |
| 23    | MED   | Wilson Lozada          |     |
| 10    | MED   | Iván Arturo Corredor   |     |
| 9     | MED   | Henry Palacios         | 65' |
| 21    | DEL   | André Vieira           | 89' |
| 16    | DEL   | José Largacha          | 68' |
| D. T. | D. T. | Miguel Augusto Prince  |     |

| 1     | POR   | José Fernando Cuadrado |     |
| 28    | MED   | Juan Carlos Mosquera   |     |
| 19    | DEF   | Luis Eduardo Zapata    |     |
| 2     | DEF   | Wilson Galeano         |     |
| 20    | DEF   | Gilberto García        |     |
| 13    | MED   | Víctor Manuel Zapata   |     |
| 14    | MED   | Óscar Iván Balanta     | 46' |
| 7     | MED   | Juan Sebastián Villota |     |
| 31    | MED   | Carlos Giraldo         |     |
| 22    | MED   | René Rosero            | 71' |
| 21    | DEL   | Carlos Daniel Hidalgo  | 46' |
| D. T. | D. T. | Flabio Torres          |     |

| 7  | MED | Harold Rodríguez   | 65' |
| 17 | DEL | Humberto Marquínez | 68' |
| 11 | MED | Jaider Arboleda    | 89' |

| 18 | DEL | Mauricio Mina   | 46' |
| 5  | MED | Eder Ruales     | 46' |
| 30 | DEL | Carlos Villagra | 71' |

| Anotado | 29' | Amador |

| Amonestado | 24' | Palacios  |
| Amonestado | 38' | Corredor  |
| Amonestado | 62' | Amador    |
| Amonestado | 71' | Rodríguez |
| Amonestado | 89' | Marquínez |

| Amonestado | 21' | Balanta |
| Amonestado | 44' | Villota |
| Amonestado | 84' | García  |
| Amonestado | 86' | Galeano |

| Árbitro             | Wilmar Roldán     |
| Árbitros asistentes | Daniel Serna      |
| Árbitros asistentes | Alberto Escalante |
| Cuarto árbitro      | Giovanni Padilla  |

| 3     | POR   | Carlos Chávez Ospina   |     |
| 8     | DEF   | Heber Rentería Palma   |     |
| 15    | DEF   | Jonathan Mosquera      |     |
| 18    | DEF   | Luis Alfonso Rivas     |     |
| 5     | DEF   | Elkin Amador           |     |
| 12    | MED   | Javier Alexis González |     |
| 23    | MED   | Wilson Lozada          |     |
| 10    | MED   | Iván Arturo Corredor   |     |
| 9     | MED   | Henry Palacios         | 65' |
| 21    | DEL   | André Vieira           | 89' |
| 16    | DEL   | José Largacha          | 68' |
| D. T. | D. T. | Miguel Augusto Prince  |     |

| 1     | POR   | José Fernando Cuadrado |     |
| 28    | MED   | Juan Carlos Mosquera   |     |
| 19    | DEF   | Luis Eduardo Zapata    |     |
| 2     | DEF   | Wilson Galeano         |     |
| 20    | DEF   | Gilberto García        |     |
| 13    | MED   | Víctor Manuel Zapata   |     |
| 14    | MED   | Óscar Iván Balanta     | 46' |
| 7     | MED   | Juan Sebastián Villota |     |
| 31    | MED   | Carlos Giraldo         |     |
| 22    | MED   | René Rosero            | 71' |
| 21    | DEL   | Carlos Daniel Hidalgo  | 46' |
| D. T. | D. T. | Flabio Torres          |     |

| 7  | MED | Harold Rodríguez   | 65' |
| 17 | DEL | Humberto Marquínez | 68' |
| 11 | MED | Jaider Arboleda    | 89' |

| 18 | DEL | Mauricio Mina   | 46' |
| 5  | MED | Eder Ruales     | 46' |
| 30 | DEL | Carlos Villagra | 71' |

| Anotado | 29' | Amador |

| Amonestado | 24' | Palacios  |
| Amonestado | 38' | Corredor  |
| Amonestado | 62' | Amador    |
| Amonestado | 71' | Rodríguez |
| Amonestado | 89' | Marquínez |

| Amonestado | 21' | Balanta |
| Amonestado | 44' | Villota |
| Amonestado | 84' | García  |
| Amonestado | 86' | Galeano |

| Árbitro             | Wilmar Roldán     |
| Árbitros asistentes | Daniel Serna      |
| Árbitros asistentes | Alberto Escalante |
| Cuarto árbitro      | Giovanni Padilla  |

### Reacciones

#### Patriotas
Gracias a Dios sacamos una ventaja. Aunque en el segundo tiempo, Pasto tuvo más iniciativa, nosotros logramos mantener el resultado. Debemos ganar como sea en Pasto sabiendo que es un equipo con jerarquía.
Iván Arturo Corredor, mediocampista de Patriotas.

Agradecemos el apoyo de los hinchas.
Indira Ilidge, presidenta de Patriotas.

#### Deportivo Pasto
Tenemos que hacer algo parecido en el segundo tiempo, que desafortunadamente no nos pudo llegar el juego. Somos un equipo con jerarquía y podremos empatar o ganar la serie.
Flabio Torres, director técnico de Deportivo Pasto.

Ellos encontraron el gol, pues no tuvieron opciones claras, en cambio nosotros si las tuvimos pero no lo metimos. El resultado es remontable, tenemos equipo, yo sé que la gente nos va a acompañar y este domingo vamos a jugarnos el todo por el todo.
Gilberto García, defensa del Deportivo Pasto.

##### Posible demanda de Pasto a Patriotas
El 1 de diciembre, el presidente de Deportivo Pasto, Iván Erazo demandó el encuentro ante Patriotas por una inscripción irreglamentaria del delantero José Largacha, pues supuestamente Largacha aún no cumplía con cinco fechas de suspensión y un mes de castigo que le impuso la Comisión Disciplinaria del Campeonato Profesional Colombiano, a la cual Erazo presentó su demanda.
Sin embargo, Patriotas aclaró que Largacha no jugó en los compromisos frente a Barranquilla F.C. (5a fecha) Expreso Rojo (14a fecha) Universitario de Popayán (15a fecha) Real Santander (16a fecha) Depor F.C (17a fecha) y este último encuentro se debió haber jugado el 2 de noviembre, pero el conjunto boyacense solicitó que el partido se adelantara para el 1 de octubre por lo que desde esa fecha inició la sanción de un mes de Largacha por lo cual Largacha podía jugar sin algún problema. Entonces Erazo decidió retirar la demanda.

## Partido de vuelta
Reporte oficial del partido
| 1     | POR   | José Fernando Cuadrado |     |
| 28    | MED   | Juan Carlos Mosquera   |     |
| 19    | DEF   | Luis Eduardo Zapata    |     |
| 2     | DEF   | Wilson Galeano         |     |
| 20    | DEF   | Gilberto García        |     |
| 13    | MED   | Víctor Manuel Zapata   |     |
| 7     | MED   | Juan Sebastián Villota | 58' |
| 31    | MED   | Carlos Giraldo         |     |
| 22    | MED   | René Rosero            | 76' |
| 18    | DEL   | Mauricio Mina          |     |
| 30    | DEL   | Carlos Villagra        | 82' |
| D. T. | D. T. | Flabio Torres          |     |

| 3     | POR   | Carlos Chávez Ospina   |     |
| 8     | DEF   | Heber Rentería Palma   |     |
| 15    | DEF   | Jonathan Mosquera      |     |
| 18    | DEF   | Luis Alfonso Rivas     |     |
| 5     | DEF   | Elkin Amador           |     |
| 12    | MED   | Javier Alexis González |     |
| 23    | MED   | Wilson Lozada          |     |
| 10    | MED   | Iván Arturo Corredor   | 83' |
| 7     | MED   | Harold Rodríguez       | 77' |
| 21    | DEL   | André Vieira           |     |
| 16    | DEL   | José Largacha          | 71' |
| D. T. | D. T. | Miguel Augusto Prince  |     |

| 24 | MED | Hugo Pablo Centurión  | 58' |
| 5  | MED | Eder Ruales           | 76' |
| 21 | DEL | Carlos Daniel Hidalgo | 82' |

| 17 | DEL | Humberto Marquínez | 71' |
| 24 | MED | Yover Estupiñán    | 77' |
| 9  | MED | Henry Palacios     | 83' |

| Anotado | 65' | Mina |

| Hidalgo        | Acierto de penal | 1:0 |                |             |
|                |                  | 1:0 | Fallo de penal | Lozada      |
| Galeano        | Fallo de penal   | 1:0 |                |             |
|                |                  | 1:0 | Fallo de penal | Rivas       |
| Cuadrado       | Fallo de penal   | 1:0 |                |             |
|                |                  | 1:0 | Fallo de penal | J. Mosquera |
| J. C. Mosquera | Fallo de penal   | 1:0 |                |             |
|                |                  | 1:0 | Fallo de penal | Amador      |
| Zapata         | Acierto de penal | 2:0 |                |             |

| Amonestado | 33' | García  |
| Amonestado | 62' | Galeano |
| Amonestado | 66' | Zapata  |
| Amonestado | 81' | Ruales  |

| Amonestado | 36' | Corredor  |
| Amonestado | 37' | Rodríguez |
| Amonestado | 48' | Rivas     |
| Amonestado | 87' | Palacios  |

|  | 88' | Centurión |

| Otorgado · Otorgado otra vez · Expulsado | 71' | Largacha |

| Árbitro             | Imer Machado   |
| Árbitros asistentes | Eduardo Díaz   |
| Árbitros asistentes | Daniel Pérez   |
| Cuarto Árbitro      | Harold Perilla |

| 1     | POR   | José Fernando Cuadrado |     |
| 28    | MED   | Juan Carlos Mosquera   |     |
| 19    | DEF   | Luis Eduardo Zapata    |     |
| 2     | DEF   | Wilson Galeano         |     |
| 20    | DEF   | Gilberto García        |     |
| 13    | MED   | Víctor Manuel Zapata   |     |
| 7     | MED   | Juan Sebastián Villota | 58' |
| 31    | MED   | Carlos Giraldo         |     |
| 22    | MED   | René Rosero            | 76' |
| 18    | DEL   | Mauricio Mina          |     |
| 30    | DEL   | Carlos Villagra        | 82' |
| D. T. | D. T. | Flabio Torres          |     |

| 3     | POR   | Carlos Chávez Ospina   |     |
| 8     | DEF   | Heber Rentería Palma   |     |
| 15    | DEF   | Jonathan Mosquera      |     |
| 18    | DEF   | Luis Alfonso Rivas     |     |
| 5     | DEF   | Elkin Amador           |     |
| 12    | MED   | Javier Alexis González |     |
| 23    | MED   | Wilson Lozada          |     |
| 10    | MED   | Iván Arturo Corredor   | 83' |
| 7     | MED   | Harold Rodríguez       | 77' |
| 21    | DEL   | André Vieira           |     |
| 16    | DEL   | José Largacha          | 71' |
| D. T. | D. T. | Miguel Augusto Prince  |     |

| 24 | MED | Hugo Pablo Centurión  | 58' |
| 5  | MED | Eder Ruales           | 76' |
| 21 | DEL | Carlos Daniel Hidalgo | 82' |

| 17 | DEL | Humberto Marquínez | 71' |
| 24 | MED | Yover Estupiñán    | 77' |
| 9  | MED | Henry Palacios     | 83' |

| Anotado | 65' | Mina |

| Hidalgo        | Acierto de penal | 1:0 |                |             |
|                |                  | 1:0 | Fallo de penal | Lozada      |
| Galeano        | Fallo de penal   | 1:0 |                |             |
|                |                  | 1:0 | Fallo de penal | Rivas       |
| Cuadrado       | Fallo de penal   | 1:0 |                |             |
|                |                  | 1:0 | Fallo de penal | J. Mosquera |
| J. C. Mosquera | Fallo de penal   | 1:0 |                |             |
|                |                  | 1:0 | Fallo de penal | Amador      |
| Zapata         | Acierto de penal | 2:0 |                |             |

| Amonestado | 33' | García  |
| Amonestado | 62' | Galeano |
| Amonestado | 66' | Zapata  |
| Amonestado | 81' | Ruales  |

| Amonestado | 36' | Corredor  |
| Amonestado | 37' | Rodríguez |
| Amonestado | 48' | Rivas     |
| Amonestado | 87' | Palacios  |

|  | 88' | Centurión |

| Otorgado · Otorgado otra vez · Expulsado | 71' | Largacha |

| Árbitro             | Imer Machado   |
| Árbitros asistentes | Eduardo Díaz   |
| Árbitros asistentes | Daniel Pérez   |
| Cuarto Árbitro      | Harold Perilla |

### Reacciones

#### Deportivo Pasto
Estoy muy feliz por lo que hemos conseguido. Descendimos injustamente y al final se hizo justicia. Creo que nos lo merecíamos, era el mejor equipo de todo el año. Creo que también hay que hacerle reconocimiento al rival (Patriotas)... Si estoy contento por haber anotado el penal, pero también jugó bien Cuadrado pues es un buen arquero.
Estoy feliz y gracias a Dios lo conseguimos. Se requirió sacrificio, esfuerzo; estoy feliz de que me hay tocado esto, así que Dios mío gracias y le agradezco a mi familia, a la afición, al cuerpo técnico, a todos.
Carlos Daniel Hidalgo, delantero del Deportivo Pasto.

Cobré el penal con mucha frialdad...Se lo merecía era el mejor equipo de todo el año. Se lo dedico a mi papá, quien no está pero me da fortaleza.
Víctor Manuel Zapata, mediocampista del Deportivo Pasto.

Estaba muy duro el rival, pero nosotros estábamos para grandes cosas y estábamos con el de arriba...Yo creo que se hizo justicia porque se trabajó muy bien y de la mejor manera éste resultado...Esto va para toda la gente de Quintero (Cauca) que en estos momentos debe estar celebrando, además también a la gente que no nos pudo acompañar en el estadio, pero que nos apoyan
Mauricio Mina, delantero del Deportivo Pasto.

Gracias a Dios puse mi granito de arena...Ya se zafó el clavo de Valledupar, pero lógicamente con mucha humildad nuevamente no hay que dedicarle el título a ningún rival, nosotros hicimos nuestro trabajo...yo creo que nuestra campaña fue muy buena y hoy la estamos ratificando y se lo dedico este triunfo a Dios y a mi familia
José Fernando Cuadrado, guardameta del Deportivo Pasto.

Toda la gloria es para Dios, quien es el que nos da la victoria y esta alegría...Yo llevo con orgullo la bandera de Ipiales. De allí salí con un sueño, y hoy gracias a Dios puedo estar celebrando...El equipo no debió bajar, pero ya estamos de nuevo en la Liga Postobón, para que el otro año hagamos un gran trabajo y seguramente salir campeones...El título se lo dedico a mi papá, a mi mamá, a mi novia y a toda la hinchada del equipo que ellos se lo merecen.
Eder Ruales, mediocampista del Deportivo Pasto.

#### Patriotas
Me voy triste por perder por los penales contra Pasto. Pienso que la gente estaba nerviosa, hicieron un juego excelente en los 90 minutos, pero bueno nos tocó la promoción y felicitar al Pasto por ascender a la A… jugamos un partido bien, pero creo que Pasto fue un justo campeón. El mejor equipo en la reclasificación, pero en los 90 minutos fue un partido justo.
Miguel Augusto Prince, director técnico de Patriotas.

| Colombia                               |
| Campeón Deportivo Pasto Segundo título |